# Olevszk
Olevszk (ukránul: Олевськ) járási jogú város Ukrajna északi részén, a Zsitomiri területen, a területi székhelytől, Zsitomirtól 180 km-re. Az Olevszki járás közigazgatási központja. A település az Uborty folyó mentén fekszik. Lakossága 2001-ben 10 851 fő volt. 2003-ban kapott városi rangot, előtte városi jellegű település volt. Iparát fafeldolgozó üzem, zöldségszárító és növényiolaj-készítő üzem, kenyérgyár és ipari porcelánt előállító üzem alkotja.
Volhínia egyik legrégebbi települése. Az i.e. 4. évezredből származó kerámia leletek bizonyítják, hogy már akkor lakott terület volt. A város környékén több sírt és kurgánt tártak fel. Első írásos említése 1488-ból való. Nevét valószínűleg a 10. században élt Oleg Szvajtoszlavics ovrucsi fejedelemről kapta. A 997-ben a fejedelmi székhelytől, Ovrucstól alig több mint 100 km-re általa alapított település először az Olegove nevet kapta, ez változott később Olegeszk, majd Olevszk alakra.
Miután Kijevet 1240-ben elfoglalták a tatárok, a terület a tatárok–litván küzdelmek helyszíne volt. Az 1569-es lublini uniót követően lengyel fennhatóság alá lerült, hosszú időn keresztül a Nemyricz család tulajdonában volt. A lengyel fennhatóság nyomán a lakosság fokozatosan áttért a görögkatolikus hitre. 1596-ban készült el a Szent Miklós templom, amely ma is működik.
A lengyel király 1641-ben magdeburgi jogot adott a városnak, amely heti piac- és évi két vásártartási jogot jelentett. Az 1667-es andruszovói békét követően Olevszk még Lengyelországnál maradt, de 1793-ba, Lengyelország első felosztása után Oroszországhoz került, a Volinyi kormányzóság Ovrucsi járásához tartozott. 1798-ban a település 70 portával és 472 lakossal, 1889-ben pedig már 262 udvarral és közel 2000 lakossal rendelkezett.
Gazdaság 1903-ban indult jelentős fejlődésnek, amikor elkészült a településen keresztül vezető Kijev–Kovel vasútvonal. Ezt követően postaállomás és távíró állomás létesült. Ebben az időben épült fel a kerámiaüzem. A szovjet időszakban, 1932-ben traktorállomás létesült 32 traktorral és két teherautóval.